# دودی (بازیکن فوتبال)
دودی (انگلیسی: Dude؛ زادهٔ ۴ اوت ۱۹۷۵) بازیکن فوتبال اهل برزیل است.
از باشگاه‌هایی که در آن بازی کرده‌است می‌توان به باشگاه ورزشی فورتالزا اشاره کرد.